# Procambarus brazoriensis
Procambarus brazoriensis é uma espécie de crustáceo da família Cambaridae. É endémica dos Estados Unidos da América. 